# منتخب جورجيا لاتحاد الرغبي
منتخب جورجيا الوطني لاتحاد الرغبي هو ممثل جورجيا الرسمي في المنافسات الدولية في اتحاد الرغبي . تأسس في 21 نوفمبر 1991.

## وصلات خارجية
- الموقع الرسمي